# Serapit (plaats)
Serapit is een bestuurslaag in het regentschap Langkat van de provincie Noord-Sumatra, Indonesië. Serapit telt 2021 inwoners (volkstelling 2010).